# ウッドワード郡 (オクラホマ州)
ウッドワード郡 (Woodward County) はアメリカ合衆国オクラホマ州に位置する郡である。2000年現在、人口は18,486人である。ここの郡庁所在地はウッドワードである。

## 地理
アメリカ合衆国統計局によると、この郡は総面積3,227 km2 (1,246 mi2) である。このうち3,218 km2 (1,242 mi2) が陸地で、総面積の0.30%にあたる10 km2 (4 mi2) は水面である。

### 隣接する郡
- ウッズ郡  (北東)
- メジャー郡  (東)
- デューイ郡  (南)
- エリス郡  (西)
- ハーパー郡  (北西)

## 人口動勢
2000年現在の国勢調査で、人口18,486人、7,141世帯、及び5,077家族が住む。人口密度は6/km2 (15/mi2) である。3/km2 (7/mi2) の平均的な密度に8,341軒の住宅が建っている。人種構成は白人92.23%、アフリカン・アメリカン1.10%、先住民2.07%、アジア0.48%、太平洋諸島系0.02%、その他の人種2.50%、及び混血1.60%である。人口の4.85%はヒスパニックまたはラテン系である。
住民は25.80%が18歳未満の未成年、18歳以上24歳以下が9.30%、25歳以上44歳以下が27.60%、45歳以上64歳以下が23.20%、及び65歳以上が14.20%にわたっている。中央値年齢は37歳である。女性100人ごとに対して男性は99.90人である。18歳以上の女性100人ごとに対して男性は100.50人である。
世帯ごとの平均的な収入は33,581米ドルであり、家族ごとの平均的な収入は39,916米ドルである。男性は28,750米ドルに対して女性は19,756米ドルの平均的な収入がある。この郡の一人当たりの収入 (per capita income) は16,734米ドルである。人口の12.50%及び家族の8.70%は貧困線以下である。全人口のうち18歳未満の15.50%及び65歳以上の9.00%は貧困線以下の生活を送っている。

## 都市及び町
- フォートサプライ
- ムーアランド
- ミューチュアル
- Sharon
- ウッドワード